# Municipio de East Fork (Arkansas)
El municipio de East Fork (en inglés: East Fork Township) es un municipio ubicado en el condado de Faulkner en el estado estadounidense de Arkansas. En el año 2010 tenía una población de 2203 habitantes y una densidad poblacional de 52,3 personas por km².

## Geografía
El municipio de East Fork se encuentra ubicado en las coordenadas 35°10′10″N 92°22′59″O / 35.16944, -92.38306. Según la Oficina del Censo de los Estados Unidos, el municipio tiene una superficie total de 42.12 km², de la cual 42,09 km² corresponden a tierra firme y (0,07 %) 0,03 km² es agua.

## Demografía
Según el censo de 2010, había 2203 personas residiendo en el municipio de East Fork. La densidad de población era de 52,3 hab./km². De los 2203 habitantes, el municipio de East Fork estaba compuesto por el 95,37 % blancos, el 0,54 % eran afroamericanos, el 0,73 % eran amerindios, el 0,05 % eran asiáticos, el 1,5 % eran de otras razas y el 1,82 % eran de una mezcla de razas. Del total de la población el 3,22 % eran hispanos o latinos de cualquier raza.